# Хорнзи, Кейт
Кейт Хорнзи (англ. Kate Hornsey; род. 19 октября 1981, Хобарт) — австралийская гребчиха, выступавшая за сборную Австралии по академической гребле в период 2003—2014 годов. Серебряная призёрка летних Олимпийских игр в Лондоне, трёхкратная чемпионка мира, победительница и призёрка многих регат национального значения.

## Биография
Кейт Хорнзи родилась 19 октября 1981 года в городе Хобарт штата Тасмания, Австралия.
Заниматься академической греблей начала в возрасте 12 лет в 1994 году. Проходила подготовку в гребном клубе в Нью-Норфолке, затем тренировалась клубе Mercantile в Мельбурне.
Дебютировала на взрослом международном уровне в сезоне 2003 года, когда вошла в основной состав австралийской национальной сборной и выступила на этапе Кубка мира в Люцерне, где заняла пятое место в программе распашных безрульных четвёрок.
В 2005 году на чемпионате мира в Гифу одержала победу сразу в двух дисциплинах: безрульных четвёрках и рулевых восьмёрках.
На мировом первенстве 2006 года в Итоне вновь была лучшей в безрульных четвёрках, тогда как в восьмёрках на сей раз получила бронзу.
В 2007 году на чемпионате мира в Мюнхене попасть в число призёров не смогла, показала в восьмёрках четвёртый результат.
На Кубка мира 2008 года выиграла золотую и серебряную медали в восьмёрках на этапах в Мюнхене и Люцерне соответственно. Благодаря череде удачных выступлений удостоилась права защищать честь страны на летних Олимпийских играх в Пекине — в восьмёрках отобралась в главный финал и финишировала в решающем заезде шестой.
После пекинской Олимпиады Хорнзи осталась в гребной команде Австралии на ещё один олимпийский цикл и продолжила принимать участие в крупнейших международных регатах. Так, в 2010 году она побывала на мировом первенстве в Карапиро, откуда привезла награду серебряного достоинства, выигранную в безрульных четвёрках — в финале пропустила вперёд только экипаж из Нидерландов.
В 2011 году на чемпионате мира в Бледе дважды поднималась на пьедестал почёта: выиграла бронзовую медаль в парных двойках и серебряную медаль в парных четвёрках.
Находясь в числе лидеров австралийской национальной сборной, благополучно прошла отбор на Олимпийские игры 2012 года в Лондоне — вместе с напарницей Сарой Тейт пришла к финишу второй в программе безрульных двоек, уступив в финале только экипажу из Великобритании, и тем самым завоевала серебряную олимпийскую медаль.
В 2014 году выступила в восьмёрках на этапе Кубка мира в Люцерне и на чемпионате мира в Амстердаме, после чего объявила о завершении спортивной карьеры.